# Antonio Areta
Antonio Areta Andino (Vitoria, Álava, 28 de enero de 1926 - Tarragona, 26 de septiembre de 2012) fue un compositor español.

## Biografía
Estaba casado y tenía un hijo, dos nietos y tres hermanos, entre otra familia. Aunque había nacido en Vitoria, siempre estuvo muy vinculado con Zaragoza, donde vino a vivir de pequeño, por destino de su padre músico-militar, y aquí estuvo hasta los 22 años. Su esposa es de la capital aragonesa y él solía venir una o dos veces al año y frecuentaba la Agrupación Artística Aragonesa, donde tenía amigos, siempre en contacto con la música y el arte. Mañana, a las 12 horas, se oficiará la misa funeral en su memoria en la iglesia del hospital provincial Nuestra Señora de Gracia y sus cenizas serán depositadas en el panteón que la familia tiene en el cementerio de Torrero, donde reposan sus padres.
Antonio Areta fue un polifacético e inquieto cultural hasta el final de su vida, además de músico (tocaba la trompeta, el piano y la flauta), era un gran dibujante y pintor, realizó algunas exposiciones, amante de la literatura, autor de cuentos, escribió sus memorias, hablaba inglés y francés y estudiaba ruso. 
Aunque completó sus estudios musicales ya con 46 años, llegó a ser profesor de armonía en el Real Conservatorio de Música de Madrid, obteniendo en 1971 el Premio Nacional de Música de Cámara. Después de pasar por diversas orquestas de música ligera, ha dedicado su actividad principal a la composición de bandas sonoras para cine y series de animación. En colaboración con el también vitoriano Máximo Baratas, es autor de músicas tan conocidas como "Vamos a la cama", "El gato con botas" o las cabeceras de Movierecord. Entre su producción, destacan las bandas sonoras de la serie "Don Quijote de la Mancha" y del largometraje "Los viajes de Gulliver", ambas del director Cruz Delgado. Por este último trabajo, recibió en 1983 el Elefante de Plata en el International Children's Film Festival de la India.

## Filmografía
- Largometrajes

1973.- Mágica aventura (Cruz Delgado), música y canciones.
1979.- El desván de la fantasía (José Ramón Sánchez), música y canciones.
1983.- Los viajes de Gulliver (Cruz Delgado), música y canciones.
- Cortometrajes

1964.- El gato con botas (Cruz Delgado), coautor con Máximo Baratas Riaño.
1968.- Molécula en... Bromitas, no (Cruz Delgado)
1969.- El buque fantasma (Cruz Delgado)
1970.- Molécula en órbita (Cruz Delgado)
1972.- El abuelo conciliasueños (Cruz Delgado)
1972.- El planeta del terror (Cruz Delgado)
1975.- Microcosmos (Cruz Delgado)
1976.- El circo (José Ramón Sánchez)
1976.- Pablito (José Ramón Sánchez)
1977.- La penúltima hora de otoño (José Ramón Sánchez)
- Sólo canciones

1962.- Las gemelas (Antonio del Amo). Música de Manuel Alejandro y Manuel Gordillo.
1964.- Loca juventud / Questa pazza, pazza, pazza gioventú / Le petit gondolier (Manuel Mur Oti). Música de Manuel Parada.
1967.- Al ponerse el sol (Mario Camus). Música de Antón García Abril.
1968.- El mago de los sueños (Francisco Macián). Música de José Solá.
- Otras intervenciones

1962.- Rocío de La Mancha (Luis Lucia). Canta a dúo con Rocío Dúrcal "Viva Búfalo Bill", aunque él no aparece en pantalla, ya que la actriz canta a dúo con una voz (la de Antonio Areta) que surge de una radio.
1965.- Movierecord "cabecera", coautor con Máximo Baratas Riaño.
1965.- Movierecord "Presenta sus filmets", coautor con Máximo Baratas Riaño.

## Premios y nominaciones
1962.- Su canción "Un viejo paraguas" quedó en segundo lugar para representar a España en Eurovisión, quedando en primer lugar "Llámame" de Victor Balaguer.

1983.- International Children's Film Festival (India). Elefante de Plata al Mejor Músico por Los viajes de Gulliver.

## Televisión
1968.- Aventuras de Molécula (Cruz Delgado) serie en 13 episodios.
1978.- El desván de la fantasía (José Ramón Sánchez) serie de 8 episodios.
1979-81.- Don Quijote de La Mancha (Cruz Delgado) serie de 39 episodios.
Además de numerosos jingles publicitarios para la primera etapa de TVE y, quizás por lo que sea más recordado, la sintonía "Vamos a la cama" que en los años sesenta nos mandaba a muchos a la cama, con la familia Telerín.